# 비어스 기준
일반적으로 비어스 기준(영어: Beers criteria)이라고 하는 노인의 잠재적으로 부적절한 약물 사용에 대한 비어스 기준은 의료전문가가 노인을 위한 약물 처방의 안전성을 향상시키는 데 도움이되는 지침이다. 그들은 불필요하게 약물을 처방하는 것을 강조하며, 이는 한 질환에 대해 여러 가지 약의 동시 투여(polypharmacy), 약물 상호작용 및 약물 부작용의 문제를 줄여서 위험에 처한 사람들의 약물 요법의 위험-이익 비율(risk-benefit ratio)을 향상시킨다.
이 기준은 노인의 임상진료에서 진료의 질을 모니터링하고 개선하기 위해 사용된다. 또한 교육, 연구 및 건강관리 정책에 사용되어 성과 측정 및 결과 문서화를 지원한다. 이 기준에는 65세 이상인 사람에게 잠재적 혜택보다 잠재적 위험이 클 수있는 약물 목록이 포함된다. 이 정보를 고려함으로써, 의사들은 그러한 약물로 인한 유해한 부작용을 줄일 수 있다. 비어스 기준(Beers Criteria)은 임상의를 위한 안내서 역할을 하며 의사 결정의 전문적인 판단을 대신하지는 않는다. 이 기준은 다른 정보와 함께 사용하여 임상의가 노인의 안전한 처방에 대해 안내할 수 있다.

## 역사
노인의학 전문가 마크 비어스(Geriatrician Mark H. Beers)는 Delphi 방법을 사용하여 전문가 패널의 합의를 통해 비어스 기준(Beers Criteria)을 공식화했다. 이 목록은 1991년 내과기록보관소(Archives of Internal Medicine)에 처음 발표되었으며 1997년, 2003년, 2012년, 2015년, 그리고 가장 최근에는 2019년 1월에 업데이트되었다.

## 목록 관리
2011년 미국 노인학협회(American Geriatrics Society)(AGS)는 노인 의학, 간호 및 약물요법 분야의 전문가들로 구성된 11 인의 패널을 소집하여 "노인에게 잠재적으로 부적절한 약물사용을 막기위한 미국노인학협회의 업데이트된 비어스 기준"의 2012년 판을 개발했다.
2012 AGS 비어스기준 은 몇 가지면에서 이전 버전과 다르다. 전문가 패널은 합의를 얻기 위해 수정 된 델파이 프로세스를 사용하는 것 외에도 AGS가 1998년 지속적인 통증에 대한 첫 번째 실무 지침을 개발한 이후로 사용된 증거기반 접근방식을 따랐다. 미국 인스티튜트오므메디신(The Institute of Medicine (IOM)) 2011년 보고서인 "우리가 신뢰할 수 있는 임상 실무 지침"(Clinical Practice Guidelines We Can Trust)은 모든 가이드 라인 개발자가 증거에 대한 체계적인 검토를 잘 했다고 기술하고있다. IOM의 권고에 따라 AGS는 외부 동료 검토 프로세스(peer review process) 와 병행하여 공개 의견 수렴(public comment) 기간을 추가했다. 이전 버전의 기준에서 크게 벗어난 경우, 각 권장 사항은 패널의 권장 사항을 뒷받침하는 증거의 질과 권장 사항의 강점 모두에 대해 평가된다.
2003년 기준에서 또 다른점은 2012 AGS 비어스기준 은 노인에게 부적합 할 수 있는 약물을 이전의 두 가지가 아닌 세 가지 다른 범주로 식별하고 그룹화한다. 첫 번째 범주에는 부작용이 발생할 위험이 높거나 노인 환자에게는 제한적 효과가 있는 것으로 보이며 이에 대한 대안이 있기 때문에 노인에게 부적합한 약물로 포함된다. 두 번째 범주에는 특정 질병이나 장애가있는 노인에게 부적합한 약물이 포함된다. 이러한 약물은 이미 알고있는 건강 문제를 악화시킬 수 있기 때문이다. 세 번째 범주는 일반적으로 혜택보다 더 많은 위험과 관련이있을 수 있지만 주의해서 투여하는 경우 특정 개인에게 최선의 선택이 될 수있는 약물을 포함한다.
2012 AGS 비어스 기준(The 2012 AGS Beers Criteria) 은 2012년 2월Journal of the American Geriatrics Society
의 온라인 출판을 통해 발표되었다. 비어스 기준에 대한 최신 업데이트는 2019년에 완료되었다.

## 출판 스타일
비어스 기준에 나열된 약물은 부정적인 결과에 대한 위험에 따라 분류된다. 이 표에는 주의를 요구 하는 약물, 피해야 하는 약물, 수반되는 의학적 상태에 따라 피해야 하는 약물, 고령 인구에서 금기되는 약물과 비교적 금기되는 약이 포함된다. 이 목록에 포함된 약물의 예는 항콜린성 특성을 갖는 1 세대 H1 길항제인 디테닐하이드라민 (Benadryl)으로, 이 약은 진정된 상태를 지속시키고 이로 인한 혼동 또는 낙상을 유발할 수 있다.

## 추가 자료
- Graham, Robin; Mancher, Michelle; Wolman, Dianne Miller; Greenfield, Sheldon; Steinberg, Earl, 편집. (2011). 《Clinical Practice Guidelines We Can Trust》. Washington, DC: National Academies Press. doi:10.17226/13058. ISBN 978-0-309-16422-1.
- Marcum, Zachary A.; Hanlon, Joseph T. (April 2012). “Commentary on the New American Geriatric Society Beers Criteria for Potentially Inappropriate Medication Use in Older Adults”. 《American Journal of Geriatric Pharmacotherapy》 10 (2): 151–159. doi:10.1016/j.amjopharm.2012.03.002. PMC 3381503. PMID 22483163.
- “Beers Criteria (Medication List)”. 《Duke Clinical Research Institute》. Duke Health. 2010년 6월 10일에 원본 문서에서 보존된 문서. 2019년 8월 16일에 확인함.